# French Open 2015 – čtyřhra legend nad 45 let
Čtyřhra legend nad 45 let na French Open 2015 byla hrána v rámci dvou tříčlenných skupin. V základní skupině se páry utkaly systémem „každý s každým“. Vítězná dvojice z každé skupiny postoupila do finále.
Titul obhajoval americký bratrský pár John McEnroe a Patrick McEnroe, jenž skončil v základní fázi. Ve finále zvítězila francouzská dvojice Guy Forget a Henri Leconte nad francouzsko-australskou formací Cédric Pioline a Mark Woodforde. Po rovnocenném rozdělení úvodních dvou sad 4–6 a 7–6, rozhodl o vítězích až supertiebreak poměrem míčů [10–3].

## Pavouk
| Legenda                                                       |                                                                        |                                                   |
| - Q – kvalifikant - WC – divoká karta - LL – šťastný poražený | - Alt – náhradník - SE – zvláštní výjimka - PR/SR – žebříčková ochrana | - w/o – bez boje - r – skreč - d – diskvalifikace |

### Finále
| Finále |                               |   |    |      |
|        |                               |   |    |      |
|        |                               |   |    |      |
| C2     | Cédric Pioline Mark Woodforde | 6 | 65 | [3]  |
| D1     | Guy Forget Henri Leconte      | 4 | 7  | [10] |

### Skupina C
|    |                               | J McEnroe P McEnroe | Pioline Woodforde | Cash Gómez | Zápasy | Sety | Hry   | Pořadí |
| C1 | John McEnroe Patrick McEnroe  |                     | 4–6, 1–6          | 6–3, 6–4   | 1–1    | 2–2  | 17–19 | 2.     |
| C2 | Cédric Pioline Mark Woodforde | 6–4, 6–1            |                   | 6–4, 6–4   | 2–0    | 4–0  | 24–13 | 1.     |
| C3 | Pat Cash Andrés Gómez         | 3–6, 4–6            | 4–6, 4–6          |            | 0–2    | 0–4  | 15–24 | 3.     |

Pořadí bylo určeno na základě následujících kritérií: 1) počet vyhraných utkání; 2) počet odehraných utkání; 3) u tří párů se stejným počtem výher rozhodovalo: a) procento vyhraných setů, b) procento vyhraných her; 5) rozhodnutí řídící komise.

### Skupina D
|    |                               | Forget Leconte | Pernfors Wilander | Bahrami Haarhuis | Zápasy | Sety | Hry   | Pořadí |
| D1 | Guy Forget Henri Leconte      |                | 6–2, 7–6(9–7)     | 7–6(7–1), 6–4    | 2–0    | 4–0  | 26–18 | 1.     |
| D2 | Mikael Pernfors Mats Wilander | 2–6, 6–7(7–9)  |                   | 1–6, 4–6         | 0–2    | 0–4  | 13–25 | 3.     |
| D3 | Mansour Bahrami Paul Haarhuis | 6–7(1–7), 4–6  | 6–1, 6–4          |                  | 1–1    | 2–2  | 22–18 | 2.     |

Pořadí bylo určeno na základě následujících kritérií: 1) počet vyhraných utkání; 2) počet odehraných utkání; 3) u tří párů se stejným počtem výher rozhodovalo: a) procento vyhraných setů, b) procento vyhraných her; 5) rozhodnutí řídící komise.